# Liste der Ehrendoktoren der Universität Porto
Die Liste der Ehrendoktoren der Universität Porto führt alle Personen auf, die von der Universität Porto (UP) die Doktorwürde ehrenhalber verliehen bekommen haben.

## Ehrendoktoren
- Agustina Bessa-Luís – Faculdade de Letras (22. März 2005)
- Alfredo Gomes de Faria Junior – Faculdade de Ciências do Desporto e de Educação Física (27. September 2004)
- Alphonse Luisier – Faculdade de Ciências (16. Januar 1942)
- António Augusto de Sousa Amorim – Faculdade de Economia (14. Oktober 1975)
- António Barros Machado – Instituto de Ciências Biomédicas Abel Salazar (11. Juli 1990)
- António Lima de Faria – Instituto de Ciências Biomédicas de Abel Salazar (15. Oktober 2002)
- Armando Diaz – Faculdade de Ciências (11. April 1921)
- Arthur Edward Bergles – Faculdade de Engenharia (19. Oktober 1998)
- Artur de Sacadura Cabral – Faculdade Técnica (24. Oktober 1922)
- Augusto de Castro Sampaio Corte-Real – Faculdade de Letras (20. Dezember 1969)
- Belmiro de Azevedo – Faculdade de Engenharia (22. Mai 2009)
- Boris Alpern – Faculdade de Ciências (28. Oktober 1987)
- Brebis Bleaney – Faculdade de Ciências (4. April 1987)
- Carlos Jiménez Díaz – Faculdade de Medicina (12. März 1955)
- Carlos Viegas Gago Coutinho – Faculdade Técnica (24. Oktober 1922)
- Charles Maurain – Faculdade de Ciências (31. Oktober 1932)
- Christian Debuyst – Faculdade de Direito (15. Mai 2009)
- David Roger Jones Owen – Faculdade de Engenharia (19. Oktober 1998)
- Eckhard Meinberg – Faculdade de Desporto (6. März 2006)
- Eduardo Garcia de Enterría – Faculdade de Direito (15. Mai 2009)
- Eugene Braunwald – Faculdade de Medicina (8. Mai 1993)
- Eugénio de Andrade – Faculdade de Letras (22. März 2005)
- Fernando Henrique Cardoso – Faculdade de Economia (22. Juli 1995)
- Fernando Henrique Lopes da Silva – Instituto de Ciências Biomédicas de Abel Salazar (15. Oktober 2002)
- Fernando Lanhas – Faculdade de Belas Artes (29. November 2005)
- Gregorio Marañón – Faculdade de Medicina (13. November 1946)
- Guilherme de Oliveira Estrella – Universidade do Porto (16. Oktober 2009)
- Hans Joachim Appel – Faculdade de Desporto (6. März 2006)
- Henri Begouen – Faculdade de Ciências (31. Oktober 1932)
- Henri Bismuth – Faculdade de Medicina (23. Januar 1995)
- Henry Skinner – Faculdade de Ciências (4. April 1987)
- Hermanfrid Schubart – Faculdade de Letras (28. Januar 2005)
- Jacqueline Hamesse – Faculdade de Letras (9. Juli 1999)
- Jacques Delors – Faculdade de Economia (10. März 1999)
- Jacques Rogge – Faculdade de Desporto (26. November 2009)
- James McGill Buchanan – Faculdade de Economia (4. Dezember 1995)
- Jean Delumeau – Faculdade de Letras (6. Januar 1984)
- Jean Hamburger – Faculdade de Medicina (21. Dezember 1990)
- Jesús Prieto – Faculdade de Medicina (29. Oktober 2001)
- João Havelange – Faculdade de Ciências do Desporto e de Educação Física (1. Februar 2001)
- João Pedro Pulido Valente Monjardino – Instituto de Ciências Biomédicas de Abel Salazar (15. Oktober 2002)
- Jorge Miranda – Faculdade de Direito (6. Oktober 2005)
- José Carreras – Faculdade de Medicina (23. Juni 2009)
- José Casares Gil – Faculdade de Farmácia (11. Juli 1942)
- José de Magalhães Pinto – Faculdade de Economia (27. Juni 1968)
- José Henrique de Azeredo Perdigão – Universidade do Porto (4. April 1987)
- José Manuel Pereira de Oliveira – Faculdade de Letras (25. Mai 2001)
- José Ramos-Horta – Faculdade de Letras (31. Oktober 2000)
- Joseph Joffre – Faculdade de Ciências (6. April 1921)
- Júlio Brito de Almeida Costa – Faculdade de Direito (6. Oktober 2005)
- Júlio Ferry Borges – Faculdade de Engenharia (21. Mai 1991)
- Leonard Eugene Boyle – Faculdade de Letras (9. Juli 1999)
- Luís Portela – Universidade do Porto (24. September 2009)
- Manoel de Oliveira – Faculdade de Arquitectura (26. Juni 1989)
- Manuel Coelho Mendes da Rocha – Faculdade de Engenharia (30. März 1970)
- Marcelo Rebelo de Sousa – Faculdade de Direito (6. Oktober 2005)
- Maria de Lurdes Belchior – Faculdade de Letras (5. Mai 1996)
- Maria Manuela Gouveia Delille – Faculdade de Letras (6. März 2008)
- Marie-Louise Bastin – Faculdade de Letras (28. Juni 1999)
- Mário Soares – Faculdade de Letras (19. Juni 1990)
- Mauritius Mercandier – Faculdade de Medicina (21. November 1979)
- Michel Cremer – Faculdade de Medicina (29. Oktober 2001)
- Neal Bricker – Faculdade de Medicina (7. Juni 1993)
- Nuno Teotónio Pereira – Faculdade de Arquitectura (22. Januar 2003)
- Octávio Mangabeira – Faculdade de Engenharia (8. Mai 1934)
- Paul Sabatier – Faculdade de Ciências (21. Juni 1923)
- René Leriche – Faculdade de Medicina (18. Februar 1932)
- Smith Dorrien – Faculdade de Ciências (11. April 1921)
- Susan Hockfield – Universidade do Porto (25. November 2009)
- Suzanne Daveau – Faculdade de Letras (25. Mai 2001)
- Sydney Brenner – Universidade do Porto (30. April 2003)
- Thomas Starzi – Faculdade de Medicina (23. Januar 1995)
- Ulrich Georg Trendlenburg – Faculdade de Medicina (21. Oktober 1982)
- Victor António Augusto Nunes de Sá Machado – Faculdade de Medicina (15. Juli 1987)
- Vittorio Gregotti – Faculdade de Arquitectura (22. Januar 2003)
- Xanana Gusmão – Faculdade de Letras (31. Oktober 2000)
- Carlos Filipe Ximenes Belo – Faculdade de Letras (31. Oktober 2000)